# Астероид класса K
Спектральный класс K — это довольно редкий класс астероидов с умеренно красноватым спектром в коротковолновом диапазоне длин волн (от 0,75 мкм) и с преобладанием синего спектра в длинноволновом диапазоне. Имеют очень низкое альбедо. В целом по характеристикам похожи на хондритные метеориты.
В классификации Толена такие астероиды относят к классу S. Класс K был введён в 1988 году J. F. Bell для тел, имеющих небольшое поглощение на длине волны 1 мкм и полное отсутствие поглощения на длине 2 мкм.
К этому классу астероидов относят астероиды:
- (181) Эвхарида
- (221) Эос
- (402) Хлоя
- (417) Суэвия